# جينيفر إلستر
جينيفر إلستر (بالإنجليزية: Jennifer Elster)‏ هي مخرجة أمريكية، ولدت في 1970 في نيويورك في الولايات المتحدة.

## وصلات خارجية
- جينيفر إلستر على موقع IMDb (الإنجليزية)
- جينيفر إلستر على موقع ألو سيني (الفرنسية)
- جينيفر إلستر على موقع ميوزك برينز (الإنجليزية)
- جينيفر إلستر على موقع أول موفي (الإنجليزية)
- جينيفر إلستر على موقع قاعدة بيانات الفيلم (الإنجليزية)
- جينيفر إلستر على موقع كينوبويسك (الروسية)